# Juan Cruz Mallía
Juan Cruz Mallía (Córdoba, 11 de septiembre de 1996) es un jugador argentino de rugby surgido en el Jockey Club Córdoba. Actualmente juega para el Stade Toulousain del Top 14.
Se caracteriza por su versatilidad y polifuncionalidad, ya que puede desempeñarse tanto en la posición de wing como de fullback, centro o apertura. También jugó con Jaguares XV, una de las franquicias que compiten en la First Division de la Currie Cup, segunda categoría de la principal competencia nacional de Sudáfrica.

## Carrera

### Jockey Club Córdoba
Mallía se formó en Jockey Club Córdoba, donde debutó en el Torneo de Córdoba.

### Jaguares
En 2018 debuta en el súper rugby con la camiseta de Jaguares. Con el equipo argentino llegó a ser subcampeón al caer derrotado frente a Crusaders en 2019.

### Jaguares XV
En 2019 es seleccionado por Jaguares XV para jugar la Currie Cup en Sudáfrica. El conjunto argentino arrasó en el torneo, coronándose campeón ganando todos los partidos por gran diferencia.

### Stade Toulousain
En 2021 se muda a Europa para jugar en Stade Toulousain del Top 14. En su primera temporada se consagraría campeón del Top 14 al vencer a Stade Rochelais en la final y también se coronaría campeón de la Copa de Campeones Europeos de Rugby al vencer otra vez a Stade Rochelais en Twickenham. En la temporada siguiente llegaría a semifinales en ambas competencias pero caería ante Castres Olympique, por el top 14, y contra Leinster por la copa de campeones europeos. En la temporada 2022/23 se haría con el título del top 14 al derrotar a Stade Rochelais en el Stade de France, pero en Europa caería nuevamente ante Leinster en semifinales. La siguiente temporada sería muy buena, ya que se coronaría bicampeones del Top 14 al vencer a Bordeaux en el Stade Vélodrome y en Europa tendrían revancha ya que le ganarían a su verdugo de las dos anteriores ediciones, Leinster, en la final disputada en el estadio del Tottenham. 

## Selección nacional
En 23 de junio de 2018 debutó para Los Pumas, en una derrota ante Escocia en Resistencia, reemplazando a Matías Orlando.
Anteriormente había formado parte del seleccionado juvenil de su país, habiendo disputado la Copa Mundial de Rugby Sub-20 de 2016, bajo la dirección de Nicolás Fernández Lobbe. Asimismo, jugó el Pacific Challenge de 2017, dirigido por Felipe Contempomi.
Disputó el Mundial de Rugby 2019 con Los Pumas, jugando el último encuentro como titular frente a Estados Unidos, donde marcó dos tries y dos asistencias.
En enero del 2021, Juan Cruz Mallía firma como "comodín medical" para el club francés Stade Toulousain hasta el final de la temporada.

### Participaciones en Copas del Mundo
| Mundial                       | Sede    | Resultado | PJ | Tries |
| ----------------------------- | ------- | --------- | -- | ----- |
| Copa Mundial de Rugby de 2019 | Japón   | 1ª Fase   | 1  | 2     |
| Copa Mundial de Rugby de 2023 | Francia | 4º Puesto | 7  | 0     |

## Clubes
| Club             | País      |
| ---------------- | --------- |
| Jockey Club      | Argentina |
| Jaguares         | Argentina |
| Jaguares XV      | Argentina |
| Stade Toulousain | Francia   |

## Palmarés
| Título                     | Equipo           | País      | Año     |
| -------------------------- | ---------------- | --------- | ------- |
| Currie Cup First Division  | Jaguares XV      | Sudáfrica | 2019    |
| Top 14                     | Stade Toulousain | Francia   | 2020/21 |
| Top 14                     | Stade Toulousain | Francia   | 2022/23 |
| Top 14                     | Stade Toulousain | Francia   | 2023/24 |
| Top 14                     | Stade Toulousain | Francia   | 2024/25 |
| Copa de Campeones Europeos | Stade Toulousain | Francia   | 2020/21 |
| Copa de Campeones Europeos | Stade Toulousain | Francia   | 2023/24 |

## Premios
- Olimpia de Plata (2024)[7]